# Svensk fotbolls Hall of Fame
Svensk fotbolls Hall of Fame instiftades av föreningen SFS, Sveriges Fotbollshistoriker & Statistiker 2003 för att hedra minnet av tränare, ledare, spelare och andra personligheter inom fotbollen. SFS är officiell samarbetspartner till Svenska Fotbollförbundet och det var när SFS fyllde 20 år som föreningen nominerade de elva första till Svensk fotbolls Hall of Fame. Efter den första symboliska elvan, lika många som i ett fotbollslag, väljs några varje år. De invalda fördelas så att position och tidsepok balanseras. En spelare ska ha avslutat sin karriär på hög nivå minst tio år tidigare, nedtrappningar och comebacker oräknade. För andra personligheter finns ingen motsvarande gräns.

## Medlemmarna i Hall of Fame
Årtalen anger det år då respektive person valdes in i Hall of Fame.
| №  | Namn                       | År   | Motivering (citat) |
| -- | -------------------------- | ---- | --- |
| 1  | Orvar Bergmark             | 2003 | En placerings- och brytsäker ytterback som tillhörde den yppersta världseliten under 15 års tid. Bytte från landslags- till förbundskapten. |
| 2  | Ralf Edström               | 2003 | Tillförde huvudspelet en ny dimension. Samlade, med detta som grund, mästartitlar i fyra olika länder. Efter karriären uppskattad och orädd expertkommentator i radio. |
| 3  | Karl "Köping" Gustafsson   | 2003 | 'Köping' var vår förste komplette spelare. Svenska landslagets förste målskytt. Landslagskarriären sträckte sig ända till 1924. |
| 4  | Anton Johanson             | 2003 | Under de tre inledande decennierna var 'Fotbollsgeneralen' den store organisatören. Han hade även ledaruppdrag i FIFA, Svenska Ishockeyförbundet och AIK. |
| 5  | Sven Jonasson              | 2003 | Militärtjänst ändade rekordsviten på 332 allsvenska matcher i rad. Hans 252 allsvenska mål gäller fortfarande som rekord. |
| 6  | Rudolf "Putte" Kock        | 2003 | Med sina 17 år är 'Putte' den yngste landslagsdebutanten. Utsågs till världens bäste vänsterytter vid OS 1924. Ledde landslaget till tre VM- och OS-medaljer i rad. Uppskattad kommentator och tipsexpert ("krysch") i TV. |
| 7  | Erik Nilsson               | 2003 | Slitstark back som under tre decennier spelade minst i semifinal vid internationella mästerskap. Mångårig landslagslagkapten, liksom i det dominerande klubblaget Malmö FF, där han under 19 års tid spelade 600 matcher. |
| 8  | Torbjörn Nilsson           | 2003 | En fotbollskonstnär som blommade i IFK Göteborgs tröja, allra mest under säsongen 1982 med UEFA-cupfinal mot Hamburg som höjdpunkt. |
| 9  | Gunnar Nordahl             | 2003 | 'Il Pompiere' är svensk fotbolls störste målskytt. Hans sätt att dominera straffområdet i Sverige, Italien och i landskamper var unikt. |
| 10 | Sven Rydell                | 2003 | Tekniskt sett en av de största. Efter karriären blev han sportjournalist med den passande signaturen 'Dribbler'. För sin insats mot Danmark 1931 tilldelades han, som första fotbollsspelare, Bragdguldet. |
| 11 | Pia Sundhage               | 2003 | Den stora föregångaren inom svensk damfotboll. Första proffset, första utlandstränaren. Både flest landskamper, och flest mål, som spelare. |
| 12 | Erik Börjesson             | 2004 | Den ene av det första decenniets två legendarer. 'Köping' var fältherren - 'Börje' bollgeniet och dribblern, men även skytten. |
| 13 | Gunnar Gren                | 2004 | I Milan och landslaget försåg 'Il professore' Gunnar Nordahl med de målgivande passningarna. OS-guld 1948, VM-silver 1958. Spelarkarriären omfattade 40(!) säsonger. |
| 14 | Sigge Lindberg             | 2004 | 'Sigge' var vår förste målvakt av världsklass. Med 50 landskamper var han under ett kvartssekel vår meste landslagsspelare. OS-brons 1924. |
| 15 | Björn Nordqvist            | 2004 | Stabil och brytsäker mittback som personifierade den lojale lagspelaren. Inte minst bevisat av att han var lagkapten i 92(!) av sina 115 landskamper. Det senare var på sin tid 'världsrekord'. |
| 16 | Eric Persson               | 2004 | 1929−1975 byggde 'Hövdingen' genom 'upplyst despotism' upp Malmö FF från att vara ett division II lag till Europacupfinal. Ingick i landslagsledningen (UK) 1949−1960, sedan 1956 som ordförande. |
| 17 | Filip Johansson            | 2005 | Fruktad centertank och målskytt. 'Svarte Filip' vann den första allsvenska skytteligan på 'oslagbara' 39 mål. Hans 329 mål för IFK Göteborg har endast överträffats av Torbjörn Nilsson. |
| 18 | Bo Larsson                 | 2005 | Bäst på alla positioner - en fotbollens tiokampare. Tredubbel allsvensk skyttekung som tog både ett och två steg bakåt – via mittfält till libero. Malmö FF:s störste kultspelare. |
| 19 | Nils Liedholm              | 2005 | Ett lag bestående av tio Liedholm vore, enligt Putte Kock, oslagbart. 'Greven av Milano' är ett karaktärsbeskrivande smeknamn på den aristokratiske vinodlaren från Valdemarsvik. |
| 20 | Kalle "Rio-Kalle" Svensson | 2005 | När han vid VM 1950 stoppade Italien i Sao Paulo, blev han 'Rio-Kalle' med svenska folket. Under en tioårsperiod dubbel OS- och VM-medaljör. |
| 21 | Anette Börjesson           | 2006 | Av Sveriges första 79 landskamper missade Anette, förutom de fyra första, bara fem. Som libero och lagkapten stod hon, under 14 års tid, för rutin och stabilitet. |
| 22 | Kurt "Kurre" Hamrin        | 2006 | Kurre var den första renodlade yttern som vann den allsvenska skytteligan. Hans målsinne förde AIK från division II till en allsvenskt medalj. Trots sin position har han bara fem övermän bland serie A:s målskyttar. |
| 23 | George Raynor              | 2006 | Den lille engelsmannen ansågs vara en glädjespridare, som hade förmågan att ingjuta självförtroende i spelarna. Fakta är att det var 'hustomten' som tränade laget till fyra VM- och OS-medaljer. |
| 24 | Lennart "Nacka" Skoglund   | 2006 | På några månader avancerade 'Nacka' från division III, via AIK:s reserver, presslandslaget och VM-brons, till spel i Inter. Där charmade 'den vajande majskolven' publiken med dribblingar, och klacksparkar. Efter nio år, och ett VM-silver, tog livet i Milanosocieteten slut. Via bakgården på Sicilien, vände han åter till 'Bajen' och polarna på Söder. |
| 25 | Helge Ekroth               | 2007 | Den Buster Keaton-liknande bollartisten och oberäknelige bohemen 'Ekis' var AIK:s första, och kanske största, 'smokinglirare'. Han var även den första riktiga publikidolen - ja hela Sveriges gunstling. I debuten, mot IFK Göteborg, gjorde han fem mål. Bildade ihop med Putte Kock, en av tidernas främsta vänstervingar. |
| 26 | Glenn Hysén                | 2007 | Hård men stilfull mittback som efter framgångarna med IFK Göteborg spelade vidare på högsta Europanivå i Holland, Italien och England. I kvalmatcherna mot England, inför VM 1990, fick han epitetet 'mr 100%'. I matchen på Wembley erhöll han sex getingar - av fem möjliga!. |
| 27 | Lennart Johansson          | 2007 | Ett strålande exempel på en ledare som utan pampfasoner är sprungen ur den svenska folkrörelsetraditionen. I sin ordförandeposition avancerade Lennart hela tiden uppåt: AIK bandy, AIK fotboll, SEF, SvFF, UEFA och FIFA (vice). 2001 fick Lennart ge namn åt den nyuppsatta pokal, som tilldelas de Allsvenska seriesegrarna. |
| 28 | Gustaf Carlson             | 2008 | Genom sin styrka, både hårdhet och kondition, och sitt spelsinne, var 'Gurra' synnerligen effektiv som centerhalv (dagens innermittfältare) eller ytterhalv. Som landslagsledare, i en förbundskaptensliknande roll, lade han grunden till Sveriges kommande framgångar. |
| 29 | Ove Kindvall               | 2008 | En målskytt som snarare kännetecknades av snabbhet och spelintelligens, än av kraft. Gjorde 20 mål på 16 matcher 1966. I Feyenoord snittade han, under en femårsperiod, nära ett mål per match. För sina två mål i VM-kvalet mot Frankrike tilldelades han, som den tredje och senaste fotbollsspelaren, Bragdguldet. |
| 30 | Agne Simonsson             | 2008 | Målskytt i Örgryte och landslaget med Gunnar Gren som framspelare. När Sverige, som andra icke-brittiska lag, besegrade England på Wembley 1959, hade Simonsson övertagit spelorganisatörens roll. 'The King of Wembley' tilldelades som andre fotbollsspelare, och ÖIS:are!, Bragdguldet. Belönades även med Guldbollen och slutade trea i Ballon d'Or. |
| 31 | Gunnar Andersson           | 2009 | Icke bara tidsmässigt sammanfaller 'Säffles' karriär och öde med 'Nackas' - de blev bara 41 resp. 45 år. Gunnar spelade bara två allsvenska matcher, i vilka han dominerade på ett sätt som sällan skådats. Dominansen fortsatte i Frankrike där den ende som kunnat konkurrera med 'Säffle' i Olympique Marseille är Jean-Pierre Papin. |
| 32 | Robert Carrick             | 2009 | En av 1890-talets mest kända idrottsmän, Carrick var den som tog initiativ till fotbollsspel i Gävle. Både som spelare och ledare var han den som bidrog till Gefles dåtida höga standard. |
| 33 | Hasse Jeppson              | 2009 | Vid VM 1950 mot Italien visade 'PalJepSko' ett spel av sällan skådat slag. Trots att Hasse bara spelade nio matcher, och som amatör, i Charlton var hans insatser, bland annat hattrick mot Arsenal, avgörande för att klubben hängde kvar. Därför hedrades han med kaptensbindeln i sin avslutande match Anses vara klubbens bäste utländska spelare någonsin. Kom till serie A först i tionde omgången, utsågs ändå till ligans bästa spelare. Napoli betalade, med marginal, Atalanta den högsta övergångssumman någonsin. 2007 utsågs Napolis drömelva. Anfallstrion bestod av: Careca – Jeppson – Maradona. |
| 34 | Wilhelm Friberg            | 2010 | Fribergs främsta mål var att, enligt engelsk tradition, skapa enighet och ordnade förhållanden inom den unga svenska (fotbolls- och fri-)idrottsrörelsen. Tog bland annat initiativ till bildandet av Örgryte IS. Skaparen av både Walhalla och Balders Hage. 1908–1917 var han samtidigt vice ordförande i SvFF:s och ordförande i SFIF:s styrelser. |
| 35 | Birger Rosengren           | 2010 | 'Bian' var född med kaptensbindeln på armen. Trots bara en tidigare landskamp, 1945, fick han bära bindeln vid OS-genrepet, och resten av sin fyra månader långa landslagskarriär. Sedan lämnade han tillbaka bindeln till dess ägare - Erik Nilsson. Erik bar den under sina återstående 35 landskamper. |
| 36 | Bertil Nordahl             | 2010 | En av de sista granithårda och oömma mittbackarna, som genom sina resoluta tacklingar höll rent inom straffområdet. Den förste som följde i broder Gunnars fotspår till Italien. |
| 37 | Tomas Brolin               | 2010 | Trots allsvensk rutin var utvecklingen 1990 spektakulär. En imponerande vårsäsong innebar VM-spel och mål mot Brasilien. Tomas blev kvar i Italien, där hans genombrott sammanföll med Parmas. Vid nästkommande VM tog han plats i världslaget. |
| 38 | Anders Bernmar             | 2011 | 'Rövarn' byggde upp det 'nya' Djurgården, som vann Allsvenskt guld 1955. Därefter styrde han upp, och föryngrade, IFK Göteborg och vann guld igen 1958. Efter att IFK fastnat i div.II, återkom han 1974, 1982 vann de UEFA-cupen. |
| 39 | Ronnie Hellström           | 2011 | En reaktionssnabb och smidig målvakt som under hela 1970-talet var en av världens bästa. En av VM:s bästa målvakter, både 1974 och 1978. |
| 40 | Lena Videkull              | 2011 | En konditionsstark spelare, med utmärkt spelsinne, som jobbade över hela plan. Näst flest internationella mästerskapsmedaljer, näst flest landskampsmål – men bästa snittet, flest skyttetitlar och näst flest svenska mästerskap, flest Diamantbollar. |
| 41 | Henry "Garvis" Carlsson    | 2012 | Kortväxt, 163 cm, startsnabb, rörlig och placeringssäker med en stark brottarkropp. Denna kombination gjorde 'Garvis' till en av våra största målskyttar. Drygt 100 mål på Råsunda, nästan dubbelt så många som någon annan. |
| 42 | Roger Magnusson            | 2012 | Ett dribblingsgeni som gick i 'Garrincha' och 'Nackas' fotspår Tillsammans med parhästen Skoblar placerade han Olympique Marseille på den franska och europeiska fotbollskartan. |
| 43 | Thomas Ravelli             | 2012 | Spexaren som vid VM 1994 lyfte och utsågs till näst bästa målvakt då han presterade 'Århundradets svenska idrottsögonblick'. Har vunnit flest SM och spelat flest landskamper av européer. |
| 44 | Harry Lundahl              | 2013 | Den allsvenske storskytten, placerade sig topp-två sex år i rad, sköt flest antal hattrick (22) och straffar (50) – alla i mål. Blev lika framgångsrik med pennan i hand. |
| 45 | Arne Selmosson             | 2013 | 'Månstrålen' var en av de framgångsrikaste svenskarna i Serie A - en storhet som inte fullt ut noterades i Sverige. Den ende som gjort mål för både Lazio och Roma i 'Derby della Capitale'. |
| 46 | Tommy Svensson             | 2013 | Den späde junioren utvecklades till en fysiskt grovjobbande mittfältsmotor. Trots det satte han alltid tekniken i högsätet. Med Karin Boye som inspiratör ledde han landslaget till både EM- och VM-brons. |
| 47 | John A. "Bill" Pettersson  | 2014 | "Bill" var den meste fotbollsledaren under 1900-talets första hälft. SvFF:s styrelse i 34 år, meste FK 138 lk, OS-brons 1924. Skapade Hälsingborgssystemet vilket, i förlängningen, skapade 'Mjölkkossan' fem guld och totalt 14 medaljer på 17 Allsvenska säsonger". Ordförande i 43 år. |
| 48 | Åke "Bajdoff" Johansson    | 2014 | Åke var den självklare ledaren på plan med en elegant och smidig spelstil kombinerat med glidtacklingar och starkt huvudspel. Spelförståelsen innebar att han kunde vända en glidtackling till en kontring. Har flest allsvenska medaljer, 13 stycken. |
| 49 | Jonas Thern                | 2014 | Slitstark mittfältsdynamo i Malmö FF, landslaget och internationellt. Från sin centrala position dominerade han spelet även i Benfica, Napoli och Roma. I stället för en ren tränarkarriär har Jonas specialiserat sig på talangutveckling. |
| 50 | Carl "Ceve" Linde          | 2015 | Som svensk fotbolls store chefsideolog låg 'Ceve' bakom den svenska tränarutbildning som lade grunden till vår storhetstid med fyra medaljer och en fjärdeplacering på fem mästerskapsstarter. Den fick sin epilog på hemmaplan, vilket även det var en idé från 'Ceve'. |
| 51 | Carl-Elis Halldén          | 2015 | "'Nalle' lyfte IFK Norrköping från en undanskymd plats som stadens andralag, till att under två decennier dominera svensk klubblagsfotboll. Han hade näsa för att, med god hjälp av ett synnerligen väl utbyggt nätverk, "snoka" upp talanger i de lägre serierna. |
| 52 | Kurt Axelsson              | 2015 | På bara några år gjorde Axelsson en remarkabel klassresa: Från 'en i mängden', med en till synes oteknisk kantighet, placerades han där han gjorde "minst skada" i ett division sju-lag i den värmländska urskogen - till ett, även på plan, elegant och aristokratiskt modelejon som runt 1970 höll absolut världsklass. Med en underbar teknik gav han brassesparken ett svenskt ansikte. |
| 53 | Elisabeth Leidinge         | 2015 | Världens bästa målvakt stod under 22 säsonger i landslagets mål och dominerade sitt straffområde på ett sätt som innebar att hennes medspelare kunde ligga högre upp på plan. 'Lappen' vann 15 SM-medaljer på 17 säsonger. Har därefter, under 20 års tid, fört sina erfarenheter vidare. |
| 54 | Patrik Andersson           | 2015 | 'Bjärred' var en av världens främsta mittbackar. Hans fältherreegenskaper, och brytsäkerhet, kom väl till pass i samarbetet med den snabbe Joachim Björklund. Hans enda mål för Bayern München är ett av klubbens mest klassiska. |
| 55 | Sune "Mona-Lisa" Andersson | 2016 | Med excellent teknik och välutvecklad spelintelligens dominerade "Mona-Lisa" spelet runt mittcirkeln. Hans långa precisa crossbollar var en av nycklarna då Sverige vann guld vid OS 1948 och tog brons vid VM 1950. |
| 56 | Ludvig Kornerup            | 2016 | Kornerup var Sveriges första FIFA-ledamot och dess vice ordförande. Vid SvFF:s bildande var han dess första vice ordförande, därefter ordförande. Vid OS 1908 var han Sveriges första "förbundskapten". |
| 57 | Martin Dahlin              | 2016 | Aggressiv straffområdesspelare och målskytt. Med sina 16 poäng, varav 11 mål, var han en av de stora anledningarna till att Sverige både kvalade in till VM 1994 och väl där vann bronset. |
| 58 | Carl-Erik Holmberg         | 2017 | "Slana" är med sina 193 mål, 1924–1939, Allsvenskans näst meste målgörare genom tiderna. Han vann skytteligan tre gånger med den i dag fjärde, femte och sjunde mesta noteringen av antal mål. Han är den näst yngste allsvenska skyttekungen – en av bara två tonåringar. Radarparet Carl-Erik, även kallad "Nick-Kalle", och Sven Rydell (H-o-F #10 och Bragdguldet 1931) gjorde tillsammans 335 mål och låg bakom Örgryte IS dubbla Allsvenska segrar, vilka då dock saknade SM-värdighet. Carl-Erik gjorde 260 matcher, näst flest i Örgryte IS. |
| 59 | Ann Jansson                | 2017 | Liten och kvick måltjuv som mot Finland 1974 blev inbytt i 50:e minuten. Tre minuter senare gjorde hon, via en tåfjutt, Sveriges första landslagsmål någonsin. Ann vann, inofficiella, EM-brons 1979 och EM-guld 1984. Ann Jansson blev den första "Stora Tjejen". 1974–1984 spelade hon sex SM-finaler och förlorade alla! Slutade karriären 1984 - året efter vann Hammarby sitt första SM. Sex seriesegrar och fyra andraplatser på olika nivåer. Gjorde 72 mål på 90 Allsvenska matcher. Som 12-åring gjorde hon 140 mål på 35 matcher. |
| 60 | Robert Prytz               | 2017 | Pådrivare och lagspelare som med sin inspirationskraft var ovärderlig på mittfältet. Han hade bara spelat 14 Allsvenska matcher inför Europacupfinalen 1979, för vilken laget tilldelades Bragdguldet. 1986 erhöll 'Robban' Guldbollen, för övrigt som tredje Kirsebergare. 1980 debuterade han i landslaget där det bara blev 11 förluster på 56 landskamper. Där hade han en blandad karriär och kom, trots kvalspel, inte med till VM 1990. Efter cupguld och stort silver med Malmö FF blev det tre år i Glasgow Rangers, varpå hans karriär gick via Göteborg, Young Boys (ligavinst), Bayer Uerdingen och Atalanta innan den landade i Hellas Verona. Avslutade i MFF (lilla silvret) och Young Boys. Var han än spelade var han enormt populär för sin glöd och intensitet. Trots bara en enda säsong i Super League, utsågs han till Schweiz populäraste idrottsman - alla kategorier. |
| 61 | Sven-Göran Eriksson        | 2017 | "Svennis" inledde sin tränarkarriär som assisterande till Tord Grip i Degerfors. När hans mentor lämnade för landslaget 1977 tog "Svennis" över. Två år senare uppmärksammades han av IFK Göteborg. Han ledde klubben till seger i UEFA-cupen 1982 och med SS Lazio i, den sista, Cupvinnarcupen 1999. Han har vunnit mästerskapstitlar i Sverige (Göteborg), Portugal (SL Benfica) och Italien (Lazio). Han har även verkat som tränare/manager i bland annat Roma, Fiorentina, Sampdoria och Manchester City, innan han avslutade med fyra säsonger i Kina. 1998–2011 återförenades han med Tord Grip. Förde, som första utländska FK, England till tre raka kvartsfinaler: VM 2002, EM 2004 och VM 2006. Missade slutspelet 2010 med Mexiko, men fick i stället leda Elfenbenskusten i Sydafrika.                                                                                           |
| 62 | Knut Nordahl               | 2018 | Varje lagledares önskedröm – en spelare som alltid blev en förstärkning på den position han tilldelades och därmed bidrog till både OS-guld och VM-brons. |
| 63 | Kennet Andersson           | 2018 | Lyckades genom styrka och beslutsamhet vända sin egen karriär uppåt igen och blev när Sverige grävde guld i form av brons en avgörande målgörare, varje mål saluterat med målgesten – 'Sheriffen'. |
| 64 | Stig Svensson              | 2018 | En ledare av den gamla stammen som med finurlig envishet och en match i taget tog Östers IF från lägsta småländska serien till allsvenskt guld och som med egna idéer också var med och utvecklade svensk klubbfotboll. |
| 65 | Axel "Massa" Alfredsson    | 2019 | Stilbildande kraftfull högerback med ledaregenskaper och med ett mäktigt tillslag på bollen som gagnade hans klubblag HIF och AIK såväl som landslaget vid OS-bronset 1924. |
| 66 | Sigvard "Sigge" Parling    | 2019 | En kompromisslös halvback med attityd som i klubblaget Djurgården blev den ursprungliga Järnkaminen och i landslaget var starkt delaktig i VM-silvret 1958. |
| 67 | Glenn Strömberg            | 2019 | Långbent, långhårig och löpstark mittfältare som efter UEFA-cupguldet 1982 blev en mycket omtyckt spelare i Atalanta och senare även populär som expertkommentator av svenska TV-tittare. |
| 68 | Malin Moström              | 2019 | Som lagkapten och mittfältsmotor ledde hon sin enda klubb Umeå IK in i en storhetstid och var tillika tongivande i landslaget som gav tre VM- och EM-medaljer. |
| 69 | Aron Hammarbäck            | 2020 | Var en pionjär i rollen som en av Örgrytes stiftare och blev som teknisk centerforward den spelande länken mellan skotska läromästare och klubbens tidiga dominans. |
| 70 | Conny Torstensson          | 2020 | Hårt jobbande och löpstark balansspelare som med rätt insats i rätt sammanhang nådde internationella framgångar och för alltid blivit Mr Europa Cup i München. |
| 71 | Stefan Schwarz             | 2020 | Många tränares önskespelare som gav och tog en smäll för laget. Priset var flera allvarliga skador men gav också titlar i fem olika länder. |
| 72 | Henrik Larsson             | 2020 | En mycket respekterad spelare utrustad med en unik målkänsla som tog honom till stora titlar i stora klubbar toppat med svensk fotbolls enda Guldsko. |
| 73 | Hanna Ljungberg            | 2020 | Ett litet kraftpaket med närmast medfött målsinne som blev avgörande för Umeå IK:s framgångar och även gjorde henne till Svarte Filips jämlike. |
| 74 | Tore Keller                | 2021 | Närmast synonym med enda klubben Sleipners storhetstid och avgudad på hemmaplan. I landslaget genombrott som tonåring men sedan sällan uttagen och därför bara 25 landskamper på 15 år. |
| 75 | Bengt "Julle" Gustafsson   | 2021 | Under många år försvarsklippa i Norrköping, landslaget och Italien i en karriär som gav både SM-guld, OS-brons och VM-silver och följdes av 14 raka säsonger som tränare i eliten. |
| 76 | Gunilla Paijkull           | 2021 | Är en stor föregångare inom damfotbollen: först med spel mot Danmark 1971; först som elittränare 1978; först som förbundskapten 1988; enda kvinnliga förbundskaptenen vid första VM 1991. |
| 77 | Inger Arnesson             | 2021 | En damfotbollens pionjär med den unika bedriften att ha varit både utespelare och målvakt i både landslag och mästarlag, följt av ett livslångt engagemang på såväl klubb-, distrikts- som nationell nivå. |
| 78 | Ruben Gelbord              | 2022 | Under tre decennier delaktig i det mesta i svensk fotbolls utveckling – som elitdomare, styrelseledamot, landslagsledare – och sporthandlare. |
| 79 | Kjell Rosén                | 2022 | Som pådrivande halvback ofta ansedd som Malmö FF:s störste under klubbens första storhetstid. Karriärens topp blev OS-guld 1948 i en ny roll och att bli Skånes första utlandsproffs. |
| 80 | Fredrik Ljungberg          | 2022 | Teknisk och kreativ mittfältare som fick växa långsamt i Halmstad för att senare bli en färgstark världsspelare i Arsenal med dubbla ligatitlar. |
| 81 | Anna Svenjeby              | 2022 | Liten men mycket stor spelmotor i både klubblag och landslag som 1980 blev den första ”Årets Fotbollstjej” och nyckelspelare för EM-guldet 1984. |
| 82 | Victoria Sandell           | 2022 | Vann två diamantbollar genom att göra det svåra till enkelt som målgörare och med 2003 som topp med VM-silver och plats i VM:s All Star Team. |
| 83 | Sven Friberg               | 2023 | De viktigaste positionerna i ett lag på 1920-talet var centerhalven och lagkaptenen. Sven Friberg hade båda och ledde sitt klubblag Örgryte till fyra seriesegrar och landslaget till OS-brons 1924. |
| 84 | Torsten Lindberg           | 2023 | När målvaktskarriären kunde gått i stå, kom han i rätt tid till ”Guldköping”. Och vid fyllda 30 kom han i rätt tid till landslaget för OS-guldet 1948. |
| 85 | Ulf Lyfors                 | 2023 | Ulf Lyfors var damlandslagets förste heltidsanställde förbundskapten med kronan på verket - EM-guld 1984. Senare även mångårig förbundskapten för pojk-, junior- och ungdomslandslaget. |
| 86 | Ebba Andersson             | 2023 | Ebba blev en symbol för damfotbollen och dess tidiga utveckling, ibland lite motvilligt. Men som pionjär är hon för alltid tilldelad den kärleksfulla titeln, the Grand Old Lady. |
| 87 | Albert ”Abben” Olsson      | 2024 | För precis 100 år sedan var Abben både GAIS’ förste målskytt och lagkapten när laget blev de första allsvenska seriesegrarna. Ett långt liv som GAIS-are gav mästerskap som spelare, tränare och ledare. |
| 88 | Björn Andersson            | 2024 | Hans kapacitet som högerback kunde få en ytter att byta kant. Själv bytte han till Bundesliga och Bayern München och blev med sin inställning mästare både i Europa och Världen. |
| 89 | Marika Domanski Lyfors     | 2024 | Står för en unik livsgärning i damfotbollens tecken. Från en egen spelarkarriär med fem titlar till mångårigt landslagsansvar som gett silver i såväl VM som EM. |
| 90 | Hanna Marklund             | 2024 | En trygg försvarare från Varuträsk i Västerbotten som vann två europatitlar med Umeå IK och silver med landslaget innan hon blev expertkommentator på TV för både dam- och herrfotboll. |